# Mus cervicolor

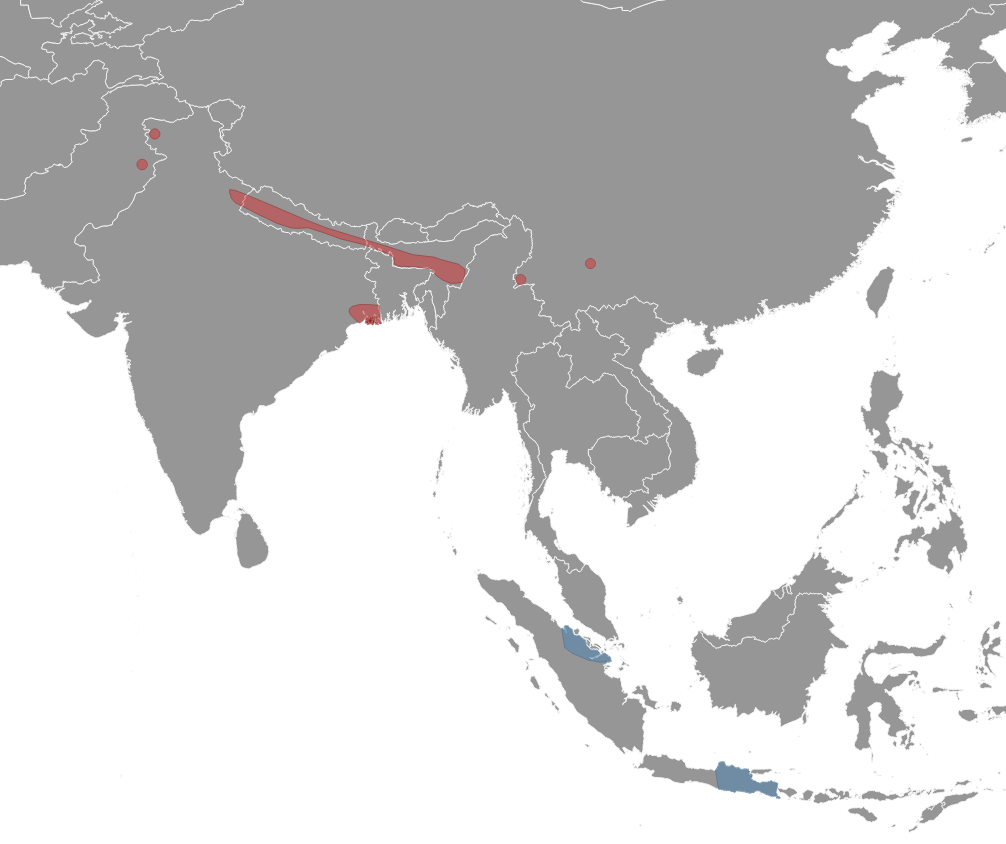
Verspreidingsgebied van de Mus cervicolor

Mus cervicolor is een knaagdier uit het geslacht Mus die voorkomt van Noord-India tot Yunnan (Zuid-China), Vietnam en Thailand. Er zijn ook populaties bekend op de Andamanen, Sumatra en Java, maar die zijn waarschijnlijk geïntroduceerd. In Thailand zijn fossielen bekend sinds het Midden-Pleistoceen. Deze soort lijkt zeer sterk op Mus caroli en Mus fragilicauda, maar is het nauwste verwant aan M. caroli en M. cookii. In het midden van Myanmar komt een soort voor, Mus nitidulus, die lange tijd als een synoniem van M. cervicolor is gezien, maar niet nauw verwant is.
Deze soort heeft naar voren stekende voortanden, een witachtige onderkant en witte voeten. De staart is tweekleurig en korter dan het lichaam. De kop-romplengte bedraagt 80 tot 90 mm, de staartlengte 59 tot 70 mm, de achtervoetlengte 16 tot 18 mm, de schedellengte 21 tot 23 mm en het gewicht 14 tot 20 gram. Vrouwtjes hebben 3+2=10 mammae.